# Diocese de Valparaíso
A Diocese de Valparaíso (em latim: Dioecesis Vallis Paradisi) é uma diocese localizada na cidade de Valparaíso, pertencente a Arquidiocese de Santiago do Chile no Chile. Foi fundada em 2 de novembro de 1872 pelo Papa Pio IX. Originalmente foi estabelecido como sendo Missão sui iuris de Valparaíso, sendo elevada à condição de diocese em 18 de outubro de 1925. Com uma população católica de 1.005.000 habitantes, sendo 74,0% da população total, possui 69 paróquias com dados de 2017.

## História
A Diocese de Valparaíso foi criada em 2 de novembro de 1872 pelo Papa Pio IX. Originalmente foi denominada como sendo Missão sui iuris de Valparaíso, sendo elevada à condição de diocese em 18 de outubro de 1925 com o nome de Diocese de Valparaíso. Em 2017

## Lista de bispos
A seguir uma lista de bispos desde a criação da Missão sui iuris em 1872. Em 1925 foi elevada à condição de diocese.
|                                          | Nome                                     | Período                         | Notas                                         |
| Bispos da Diocese de Valparaíso          | Bispos da Diocese de Valparaíso          | Bispos da Diocese de Valparaíso | Bispos da Diocese de Valparaíso               |
| ---------------------------------------- | ---------------------------------------- | ------------------------------- | --------------------------------------------- |
| 9º                                       | Jorge Patricio Vega Velasco, S.V.D.      | 2021 -                          | Atual                                         |
| 8º                                       | Gonzalo Duarte García de Cortázar, SS.CC | 1998-2018                       | Bispo emérito                                 |
| 7º                                       | Francisco Javier Errázuriz Ossa, I.Sch.  | 1996-1998                       | Nomeado arcebispo de Santiago do Chile        |
| 6º                                       | Jorge Arturo Medina Estévez              | 1993-1996                       |                                               |
| 5º                                       | Francisco de Borja Valenzuela Ríos       | 1983-1993                       | Arcebispo (título pessoal)                    |
| 4º                                       | Emilio Tagle Covarrubias                 | 1961-1983                       | Arcebispo (título pessoal)                    |
| 3º                                       | Raúl Silva Henríquez, S.D.B.             | 1959-1961                       | Nomeado arcebispo de Santiago do Chile        |
| 2º                                       | Rafael Lira Infante                      | 1938-1958                       |                                               |
| 1º                                       | Eduardo Gimpert Paut                     | 1925-1937                       |                                               |
| Bispos da Missão sui iuris de Valparaíso |                                          |                                 |                                               |
| 6º                                       | Eduardo Gimpert Paut                     | 1906-1925                       |                                               |
| 5º                                       | Juan Ignacio González Eyzaguirre         | 1899-1906                       |                                               |
| 4º                                       | Ramón Ángel Jara                         | 1894-1898                       |                                               |
| 3º                                       | Manuel Tomás Mesa                        | 1892                            |                                               |
| 2º                                       | Salvador Donoso Rodríguez                | 1885-1892                       |                                               |
| 1º                                       | Mariano Casanova                         | 1872-1885                       |                                               |
| Bispos auxiliares                        |                                          |                                 |                                               |
|                                          | Mario Salas Becerra, O. de M.            | 2024-                           | Atual                                         |
|                                          | Santiago Jaime Silva Retamales           | 2002-2015                       | Nomeado bispo do Ordinariato Militar do Chile |
|                                          | Juan de la Cruz Barros Madrid            | 1995-2000                       | Nomeado bispo do Iquique                      |
|                                          | Francisco Javier Prado Aránguiz, SS.CC   | 198-1993                        | Nomeado bispo do Rancagua                     |
| Administrador Apostolico                 |                                          |                                 |                                               |
|                                          | Pedro Mario Ossandón Buljevic            | 2018-2021                       | Bispo-auxiliar de Santiago do Chile           |